# 阿克里河

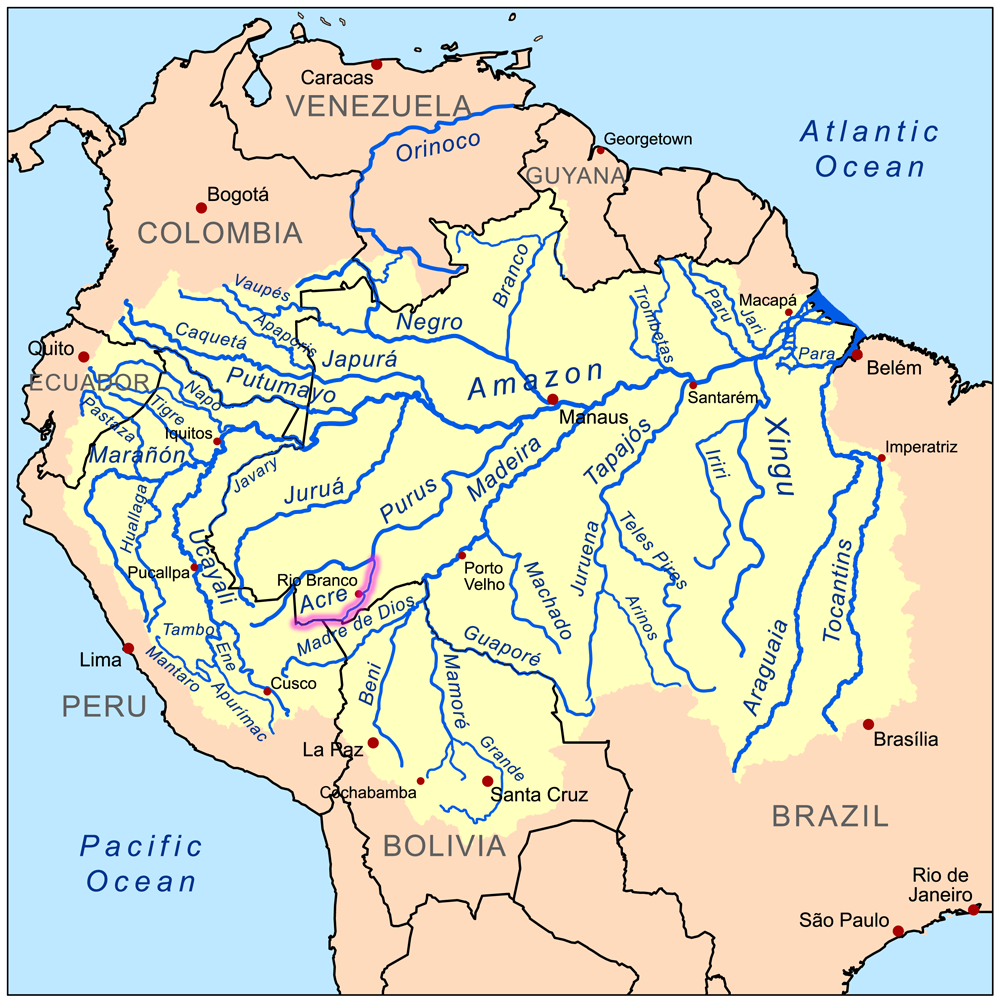
亞馬遜盆地（紫色為阿克里河）

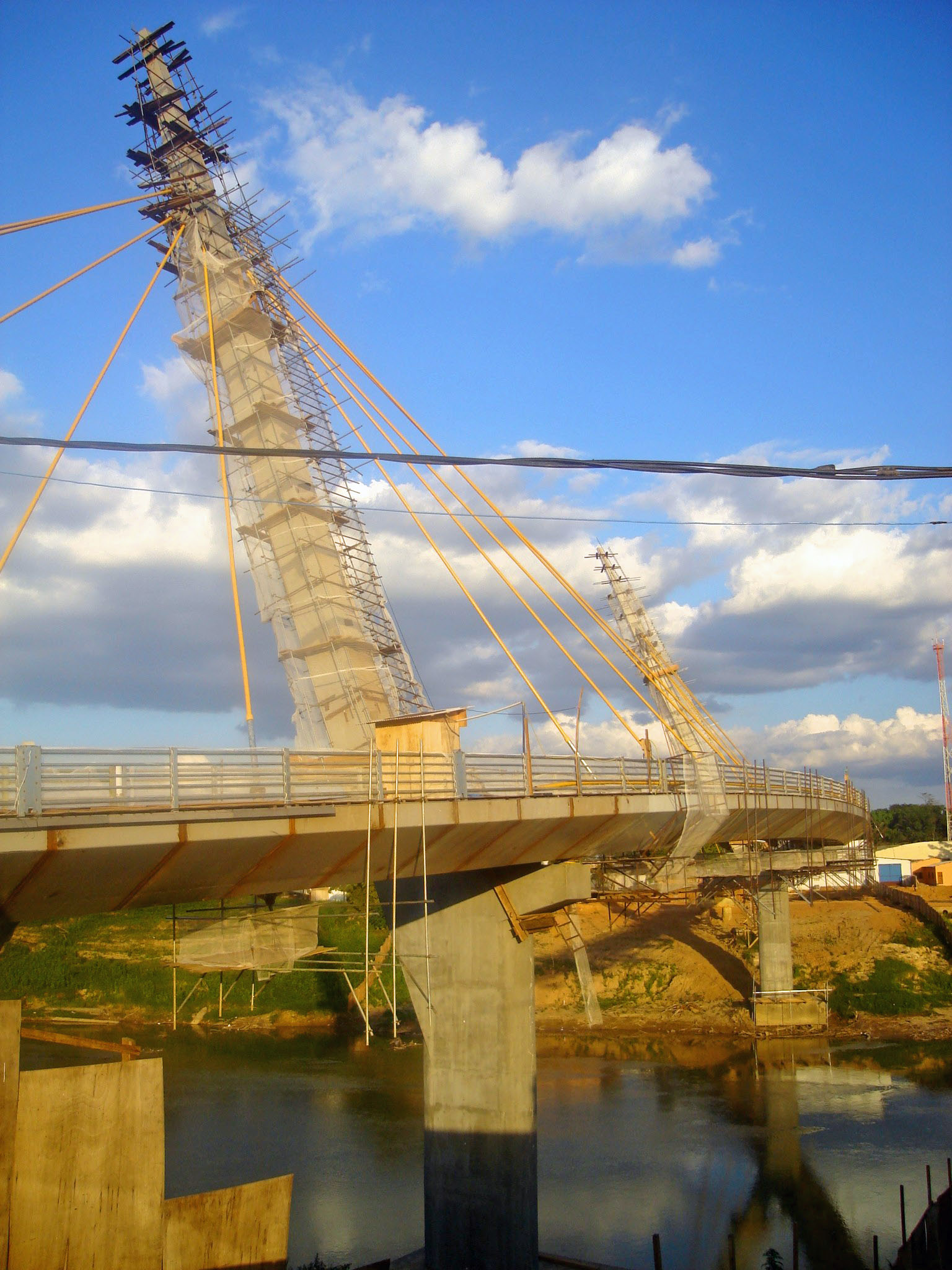
阿克里河

阿克里河（西班牙語：Río Acre）是南美洲中部的河流，河道全長650公里（400英哩），從發源地秘魯流向東北方向，成為玻利維亞和巴西接壤的部分邊境，流經巴西的阿克里州和亞馬孫州後流入普魯斯河。阿克里河的可航行河道長480公里（300英哩），是19世紀末的運輸要道。
8°45′S 67°22′W / 8.750°S 67.367°W